# Château de Ruffey-le-Château
Le château de Ruffey-le-Château  est un château situé sur la commune de Ruffey-le-Château, dans le département du Doubs et la région Bourgogne-Franche-Comté.

## Situation
Le château est construit en bordure nord-est du village sur une élévation de terrain qui domine la vallée de l'Ognon au niveau de sa confluence avec le ruisseau de Recologne.

## Histoire
Jérémie de Ruffey est nommé par le comte Renaud III parmi les barons du pays, dans une charte de 1123. Ce fut probablement ce seigneur qui fit ériger le château dont il est fait mention pour la première fois, dans une reprise de fief de Guy de Rougemont, en date du 2 mars 1395.
En 1490, Marie de Rougemont vendit la Seigneurie de Ruffey à Gauthière d'Azuel et son mari l'écuyer Pierre Duvergier. Une pierre tombale, monument classé, existe toujours. Ils y sont représentés couchés l'un à côté de l'autre. Le château a subi de nombreuses transformations tout au long de ces difficiles périodes. À cette époque le château disposait d'un très grand parc qui s'étendait jusqu'au bois du Communaulot.
Au début de la Révolution, le château de Ruffey appartenait au prince de Montbarrey, ancien ministre de la guerre.
Il présentait l’aspect d’une forteresse ; ses abords étaient défendus par des remparts, des fossés, et il n’était accessible qu’à l’aide d’un pont-levis. Il était flanqué d’une vaste tour que l’on appelait Tour de Saint Antide, parce que l’on croyait que le pieux évêque avait été mis à mort en ce lieu.
On  voyait sur la terrasse du château les six pièces de canon que le prince avait enlevées au duc de Brunswick dans la campagne de 1762, et dont le Roi lui avait fait présent, en témoignage de sa valeur, dans cette circonstance.
Le prince ayant été obligé de se réfugier en Suisse pour se soustraire aux poursuites des autorités révolutionnaires, le château fut aliéné comme domaine national, et les six pièces d’artillerie dont il était pourvu furent conduites à l’arsenal de Besançon.
Après 1789 le château, à la suite d'une vente, a été attribué à plusieurs familles différentes. 

## Description
En 1847, il ne restait plus rien de ce qui faisait la splendeur du château ; on remarquait encore toutefois quelques débris de la chapelle et des appartements de la princesse de Montbarrey. Une grande croix en pierre s’élèvait au-devant de l’emplacement de l’ancien château ; au pied de cette croix s’étendait une vaste pierre sur laquelle est gravée l’effigie d’un prince et d’une princesse.
Aujourd'hui, surplombant l'Ognon, le château conserve une tour tronquée et une échauguette.

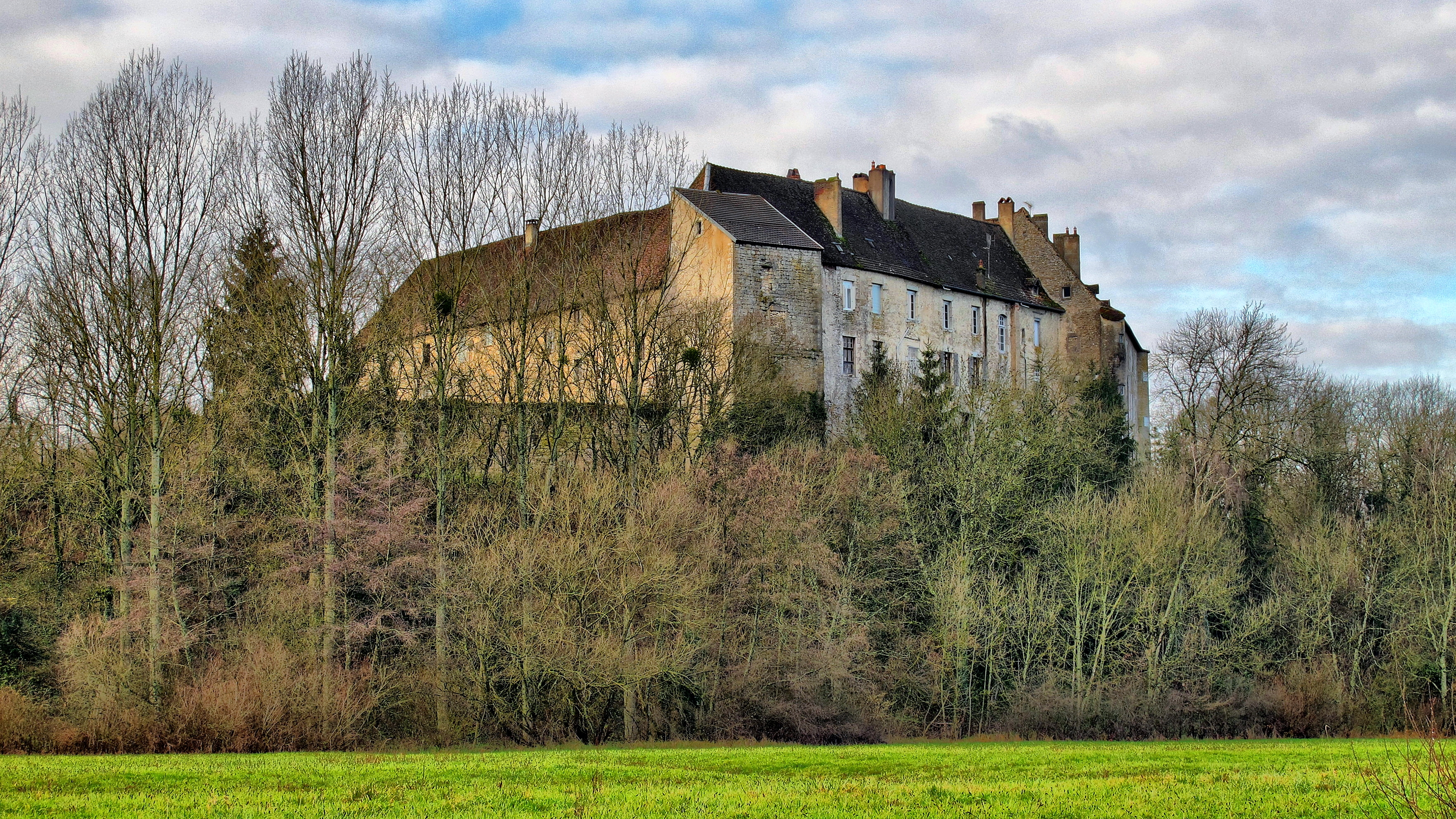
Le château vu depuis le bord du ruisseau de Recologne.